# Erigone hypoarctica
Erigone hypoarctica är en spindelart som beskrevs av Kirill Yeskov 1989. Erigone hypoarctica ingår i släktet Erigone och familjen täckvävarspindlar. Inga underarter finns listade i Catalogue of Life.